# Guglielmo Alberti
Guglielmo Mori Ubaldini degli Alberti della Marmora (Torino, 14 gennaio 1900 – Firenze, 18 maggio 1964) è stato uno scrittore, critico letterario e antifascista italiano.

## Biografia
Figlio primogenito di Mario Mori Ubaldini degli Alberti e di Enrichetta Ferrero della Marmora, scelse di utilizzare il nome Guglielmo Alberti, omettendo i riferimenti alle origini dei genitori, discendenti l'uno dall'umanista Leon Battista Alberti e l'altra dalla famiglia protagonista del Risorgimento italiano. L'educazione privata ricevuta fino all'età di dieci anni gli permise di imparare correntemente l'inglese, il francese, il tedesco; proseguì gli studi nella scuola pubblica e nel 1918 si arruolò volontario e allievo della Scuola di Cavalleria, ma in seguito alla morte del padre lasciò la scuola iscrivendosi nel 1919 alla Facoltà di Giurisprudenza a Torino, lasciata nel 1923 per avvicinarsi alla letteratura mentre nel 1920 un altro lutto aveva colpito la famiglia con la morte del fratello Giulio, a soli sedici anni. Pur non abbandonando mai del tutto Torino, trascorse lunghi periodi tra Firenze e Roma, dedicandosi alla letteratura e al cinema. Nel 1932 la sorella Raffaella prese i voti nell'Ordine delle Missionarie Francescane. Nel 1934 Alberti fece un lungo viaggio in Maghreb, mentre nel 1938 fu la volta degli Stati Uniti e del Brasile. Tra il 1943 e il 1945 si trasferì in Svizzera, dove strinse legami con numerosi altri rifugiati europei e dove incontrò Marilina Cavazza, che già conosceva, e che sposò il 12 maggio 1945 a Friburgo. Al termine della guerra si stabilì a Firenze con la moglie, che nel 1946 diede alla luce la primogenita Giulia Benedetta e nel 1948 Natalia, anno segnato anche dalla morte della madre Enrichetta; nel 1950 nacque il terzo figlio, Francesco. Frequenti furono i soggiorni a Palazzo La Marmora, la storica residenza della famiglia a Biella, dove attualmente il Centro Studi Generazioni e Luoghi Archivi Alberti La Marmora custodisce il suo archivio personale. Alberti in questi anni si dedicò con assiduità all'educazione dei figli e all'attività letteraria, approfondendo l'impegno cattolico. Il 18 maggio 1964 morì improvvisamente a Firenze.

### La formazione intellettuale

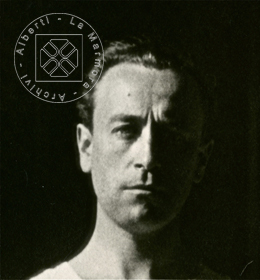
Autoritratto di Guglielmo Alberti

Ancora adolescente aveva stretto con Alessandro Passerin d'Entrèves un'amicizia destinata a durare tutta la vita. Fu grazie a questi che nel 1922 entrò in contatto con Piero Gobetti, un incontro che fu cruciale per la sua formazione intellettuale e politica; in quegli anni iniziò a collaborare con le riviste Primo Tempo di Giacomo Debenedetti e con La Rivoluzione liberale, contrassegnate entrambe da un forte impegno antifascista. In questo ambiente conobbe Sergio Solmi, Natalino Sapegno, Eugenio Montale, Pietro Pancrazi, Emilio Cecchi, Max Ascoli e Umberto Morra di Lavriano, il quale divenne per lui un costante punto di riferimento. Fu grazie all'influenza di Gobetti che Alberti si dedicò alla scrittura; a partire dal 1924 infatti divenne una presenza costante sulla rivista gobettiana Il Baretti, dove scrisse fino al 1927 numerosi saggi di critica letteraria e cinematografica, con lo pseudonimo di Oreste; dopo la morte di Gobetti si adoperò per dare continuità alla rivista, pubblicando nelle Edizioni del Baretti il suo romanzo Oreste. Cronache di moralità provvisoria a cura di Pilade, volume sostanzialmente autobiografico che rispecchia la crisi della sua generazione e del suo ceto sociale del quale egli stesso rifiutava i privilegi, e che ricevette l'apprezzamento, tra gli altri, di Sibilla Aleramo e Umberto Saba. 
Fin dalla sua fondazione nel 1926, Alberti collaborò con la rivista Solaria diretta da Alessandro Bonsanti, nella quale confluirono anche altri gobettiani, e successivamente con Pegaso e Pan. Accanto ad articoli di critica letteraria compaiono interventi sul cinema, primo fra tutti la recensione de La febbre dell'oro di Charlie Chaplin.
Nel 1924 ebbe la prima esperienza alle Décades de Pontigny, luogo di incontro e scambio con altri intellettuali europei, tra cui André Gide, al tempo scrittore molto amato da Alberti, Roger Martin du Gard, Edith Wharton, Ernst Robert Curtius e con figure che rimasero una presenza costante nella sua vita, quali l'ideatore delle Décades Paul Desjardins, Georges Cattaui, il filosofo Jacques Heurgon e Jean de Menasce, che negli anni seguenti divenne la sua guida spirituale. La frequentazione dell'Abbazia di Pontigny ebbe un ruolo fondamentale non solo nella formazione letteraria e artistica di Alberti, ma rappresentò l'inizio del suo riavvicinamento ai valori del cristianesimo.

### Gli anni fiorentini e romani
Intorno alla metà degli anni 1920 del XX secolo, Alberti si avvicinò ad ambienti diversi da quelli torinesi, frequentando assiduamente sia lo storico dell'arte Bernard Berenson e la sua Villa I Tatti presso Firenze, luogo di ritrovo di collezionisti e appassionati d'arte come Vincenza Giuliani (Byba) e il marito Charles Henry Coster sia l'ambiente di intellettuali antifascisti che gravitava intorno alle dimore presso Montepulciano e Roma di Lucangelo Bracci Testasecca e sua moglie Margherita Papafava dei Carraresi, sorella dell'amico Novello Papafava.
L'interesse per il cinema lo portò sempre più frequentemente a Roma, dove nel 1932 fu chiamato come aiuto direttore da Emilio Cecchi alla Cines, per il film dal titolo provvisorio Soggetto Trentatré; negli anni seguenti assunse l'incarico di sceneggiatore e di aiuto regista in diverse pellicole: quali Cento di questi giorni, Una romantica avventura, T'amerò sempre, Un colpo di pistola e altre. Strettissimi furono i rapporti, anche di vera e propria amicizia, con alcuni esponenti del cinema italiano del momento: Renato Castellani, Mario Camerini, Mario Soldati, Libero Solaroli, Emilio Cecchi stesso.
L'interesse per la fotografia accompagnò Alberti in quegli anni, spingendolo a documentare i momenti di lavoro sul set, a ritrarre le amicizie e realizzare un vero e proprio reportage durante il viaggio in Maghreb del 1934. Diversa natura ebbe il soggiorno negli Stati Uniti, concretizzatosi nel 1938 a seguito di una programmazione durata alcuni anni. Quel periodo divenne occasione di avvicinarsi a un mondo diverso, intravisto grazie ad alcune frequentazioni in ambienti italiani, tra cui quelle con Daisy Barr e con Byba Coster. Ancora agli anni 1930 risalgono le frequentazioni di Alberti con esponenti di rilievo del mondo della musica e della danza: i legami con la clavicembalista Lucille Wallace e suo marito Clifford Curzon, pianista di fama mondiale, con il pianista Ralph Kirkpatrick e con il ballerino Erick Hawkins rimasero intensi anche dopo l'inevitabile interruzione del periodo bellico.

### Gli anni della guerra
Dal 14 settembre 1943 a luglio del 1945 Alberti si rifugiò a Friburgo, in Svizzera, dove il nuovo incontro con Jean de Menasce lo condusse a dissipare le proprie esitazioni e coltivare la tensione religiosa in un'ottica di rinnovamento della società, condividendo le proprie aspirazioni con George Cattaui, Ettore Passerin d'Entrèves, Gianfranco Contini. Come altri rifugiati italiani alloggiava all'Hotel Suisse, che divenne una sorta di circolo di intellettuali; i frequenti spostamenti tra una città e l'altra, gli permisero di incontrare personalità della cultura internazionale e diedero vita a un rinnovato desiderio di impegno politico che ben presto si concretizzò con la collaborazione con il foglio "Cultura e Azione" diretto da Contini, riconducendolo agli insegnamenti gobettiani, tanto da utilizzare nuovamente lo pseudonimo di Oreste. Fu un periodo in cui si consolidarono le amicizie con Edoardo Ruffini, Elizabeth Wiskemann, Marion Stancioff.
L'incontro con la futura moglie, Marilina Cavazza, mossa dagli stessi ideali, rafforzò la sua convinzione di perseguire un impegno politico e sociale non privo di elementi religiosi.

### Tra letteratura e religiosità

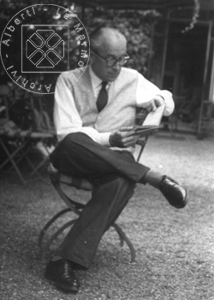
Guglielmo Alberti nel giardino di Palazzo La Marmora, Biella, 1963

Stabilitosi a Firenze al termine della guerra, Alberti abbandonò l'ambiente del cinema e le frequentazioni romane degli anni precedenti la guerra per dedicarsi all'educazione dei figli e alla scrittura. Approfondì in particolare l'impegno religioso, nell'ambito del movimento dei cattolici del dissenso e con l'adesione alla famiglia spirituale di Charles de Foucauld.
La pubblicazione di articoli di critica letteraria su riviste e quotidiani quali Il Mondo, La Nuova Stampa, La Stampa, Il Ponte, Letteratura, fu affiancata dalla traduzione e introduzione alla versione italiana di opere di Bernard Berenson. 
Nel 1958 uscì Fatti personali, raccolta di articoli apparsi tra il 1925 e il 1952, rivelatrice del percorso morale e culturale dell'intellettuale dagli esordi gobettiani al riavvicinamento al cristianesimo; alla tensione religiosa che a lungo sottese il lavoro di Alberti, si deve il saggio Alessandro Manzoni. Introduzione allo studio della sua vita e delle sue opere, pubblicato da Garzanti Editore nel 1964 pochi giorni prima della sua morte. Alessandro Manzoni aveva rappresentato una guida, una chiave di lettura di molti autori, un modello di cristianesimo cui Alberti si era avvicinato fin da giovane. La sua profonda conoscenza dell'autore lo aveva portato a stringere un legame con Archibald Colquhoun, traduttore de I Promessi Sposi in inglese nel 1951, che gli procurò su questo tema una trasmissione radiofonica alla BBC; negli stessi anni fu coinvolto nella sceneggiatura di un film tratto dal romanzo, mai realizzato.
Postumo uscì l'articolo Abbozzo per un ritratto, primo capitolo dell'autobiografia rimasta incompiuta.

## Opere
Volumi
- Oreste. Cronache di moralità provvisoria a cura di Pilade, Torino, Le edizioni del Baretti, 1926.
- Charles Baudelaire, Liriche scelte, con una introduzione di Guglielmo Alberti, Milano, Scheiwiller, 1931.
- Fatti personali, Sansoni, Firenze 1958.
- Alessandro Manzoni. Introduzione allo studio della sua vita e delle sue opere, Milano, Garzanti, 1964.

Traduzioni
- Stefan George, Spiagge del Sud: Danzatori. Il Combattimento, traduzione di Guglielmo] Alberti] e Alessandro d'Entrèves, in "Il Baretti", Torino, I, 1, 23 Dicembre 1924, p. 3.
- Umberto Saba, "Fruits – Légumes" ["Frutta Erbaggi", da Parole, 1933-1934], traduction de Guglielmo Alberti, «Lettres», Genève, 4, 1944, pp. 48-49.
- Bernard Berenson, Noterelle su Shakespeare (Pagine di diario), in "Letteratura", Roma, VIII, 3, maggio-giugno 1946, pp. 13-16.
- Bernhard [sic] Berenson, Pagine di diario, in "La Rassegna d'Italia", Milano, I, 6, giugno 1946, pp. 3-5.
- Bernard Berenson, Echi e riflessioni (Diario 1941-1944), Milano, Mondadori, 1950 (edizione originale: Rumour and Reflection 1941-1944, London, Constable, 1952). Con una Introduzione di Alberti.
- Bernard Berenson, Pagine di diario: letteratura, storia, politica: 1942-1956, versione italiana di Alda Anrep, Arturo Loria, Guglielmo Alberti, Electa, Milano 1959.

Saggi, articoli, racconti, poesie
Di seguito è riportata una selezione di scritti che copre cronologicamente l'arco di attività dell'autore.
- Autunno, in Piccoli racconti di piccoli autori, Napoli, Ditta F. Casella fu G. di Gaspare Casella, 1915, p. 27.
- Il porta-fortuna, in Piccoli racconti di piccoli autori, Napoli, Ditta F. Casella fu G. di Gaspare Casella, 1915, pp. 93–98.
- Tantalo, in "Primo Tempo", Torino, I, 4-5, agosto-settembre 1922, p. 134.
- Morte di Proteo, in "Primo Tempo", Torino, I, 4-5, agosto-settembre 1922, pp. 134–35.
- Recensione a Paul Morand, Ouvert la nuit (Editions de la Nouvelle Revue Française, Paris 1922), in "Primo Tempo", Torino, I, 4-5, agosto-settembre 1922, pp. 142–43.
- Il monumento necessario, in "La Rivoluzione Liberale", Torino, II, 33, ottobre 1923, p. 136.
- Lettera in morte di Jacques Rivière, in "Il Baretti", Torino, II, 6-7, aprile 1925, pp. 26–27.
- André Gide, in "Il Baretti", Torino, II, 6-7, aprile 1925, p. 28.
- Charlie Chaplin e “La Febbre dell'Oro”, in "Il Baretti", Torino, III, 6, giugno 1926, p. 92.
- Intorno a François Mauriac, in "Il Baretti", Torino, IV, 2, febbraio 1927, pp. 9–10.
- "Gli indifferenti" di Moravia, in "Solaria", IV, 9-10, settembre-ottobre 1929.
- Diaghilev (1872 – 1929), in "La Rassegna Musicale", Torino, III, 2, Marzo 1930, pp. 107–122.
- Cronaca del cinematografo, in "Pègaso", Firenze, IV, 4, aprile 1932, pp. 447–53.
- In ricordo di Gobetti, in "Cultura e Azione", supplemento de "Il Dovere", Bellinzona, LXVI, n. ?, 28 febbraio 1945, p. 5.
- Fascismo di sempre e di tutti, in "Il Mondo", Firenze, II, 22, 16 febbraio 1946, p. 2.
- Ricordo e presenza di Proust, in "Letteratura", Firenze, IX, 6 (36), fascicolo dedicato all'opera di Marcel Proust, novembre-dicembre 1947, pp. 7–14.
- Le comparse del "Colpo di pistola", in "Letteratura Arte Contemporanea", Firenze, I, 3, maggio-giugno 1950, pp. 3–10.
- Italian Fiction. The New Realism, in "Measure. A Critical Journal", Chicago, I, 4, Fall 1950, pp. 423–37.
- Per una nuova edizione del Petrarca, in "Il Ponte", Firenze, VIII, 7, luglio 1952, pp. 990–98.
- A proposito di Moravia, in "Quaderni di cultura e storia sociale", Livorno, I, 8-9, agosto-settembre 1952, pp. 315–20.
- Arturo Loria, in "Letteratura", Roma, V, 30, novembre-dicembre 1957, pp. 3–17.
- Alcune osservazioni sulla conversione di A. Manzoni, in Atti del VI Congresso nazionale di studi manzoniani, Lecco, 4-8 ottobre 1963, Tipografia L. Annoni, Lecco s.d., pp. 155–53.
- Abbozzo per un ritratto, in "L'Approdo letterario", Roma, n.s., X, 27, luglio-settembre 1964, pp. 34–48.